# Naparstnik

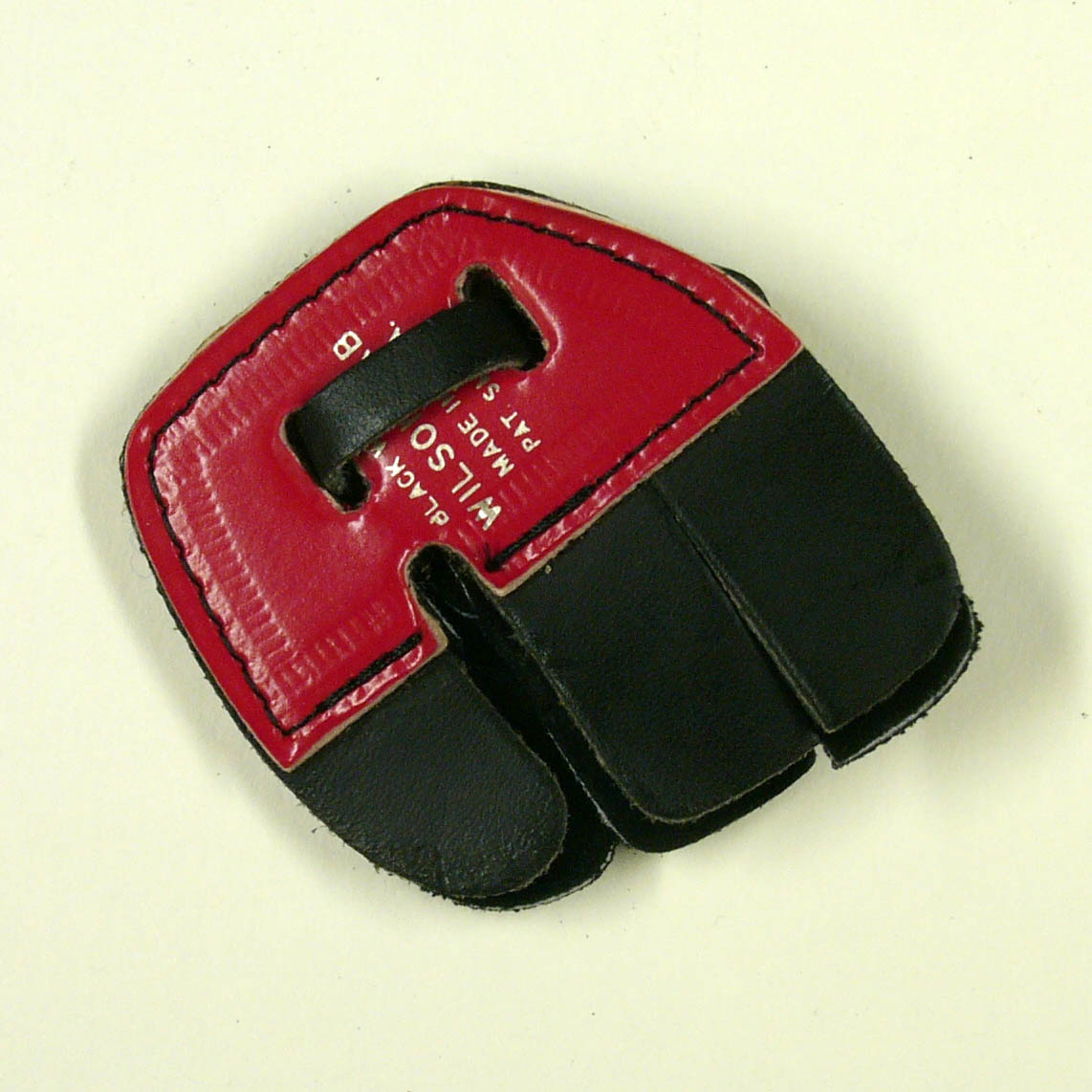
Naparstnik

Naparstnik to rodzaj rękawiczki ochronnej używanej w łucznictwie (tzw. rękawica łucznika), mającej najczęściej postać skórzanych pochewek zakładanych na końce palców w celu uchronienia skóry przed zdarciem przez cięciwę.
Naparstnik należy do rodzaju powszechnie stosowanych ochraniaczy sportowych.